# Oxford-Persönlichkeits-Analyse
Als Oxford-Persönlichkeits-Analyse (englisch Oxford Capacity Analysis, OCA) wird ein wissenschaftlich nicht anerkannter Persönlichkeitstest bezeichnet, der unter anderem von der Scientology-Kirche kostenlos auf Informationsständen sowie online als Teil ihrer Strategie zur Rekrutierung neuer Mitglieder angeboten wird. Die für eine wissenschaftliche Testung vorgesehenen Gütekriterien werden nicht erfüllt. Der Test wird von Psychologen, welche im Gesundheitssystem hauptberuflich mit der Konstruktion, Durchführung und Evaluation von Persönlichkeitstests befasst sind, als unwissenschaftlich und sein Einsatz als manipulativ bewertet.
Die von Experten oft als sektenartig eingestufte religiöse Organisation besitzt keine Urheberrechte an dem Test, er wird deshalb auch von anderen Personen oder Institutionen dazu verwendet, eine angebliche psychische Eignung von Bewerbern zu testen. Personalabteilungen von Firmen tun dies unter Umständen, ohne sich ausdrücklich dazu zu bekennen.
Der Test hat keine Verbindung zur gleichnamigen Stadt oder der Universität in Oxford, sondern wurde 1955 von den Scientology-Funktionären Ray Kemp und Julia Lewis basierend auf dem damals verwendeten Persönlichkeitstest Johnson Temperament Analysis entwickelt. Es besteht jedoch der Verdacht, dass der Name bewusst gewählt wurde, um eine solche Verbindung zu suggerieren. Im Herbst 1960 fand er am Scientology-Standort Johannesburg angeblich zum ersten Mal Verwendung in der Rekrutierung neuer Mitglieder.
Im Laufe der Zeit wurde der Test mehrfach modifiziert, indem einzelne Fragen durch andere ersetzt wurden. Zum Teil, weil sie sich inhaltlich wiederholten, von den Probanden zu leicht zu durchschauen waren oder weil  sie nicht mehr in die aktuelle Zeit passten.
Der Test besteht aus 200 Fragen, die mit Ja, Nein oder Weiß nicht beantwortet werden können. Die Ergebnisse teilen sich in zehn Persönlichkeits-Beurteilungen (zum Beispiel Ziele, Verlässlichkeit, Tatkraft, Ursache, Verantwortung, Kommunikation) auf. Die Scientology-Organisation nutzt angeblich festgestellte Defizite geschickt dadurch, dass sie den Probanden gegen Bezahlung ihre Hilfe anbietet.